# Брянский государственный аграрный университет
Брянский государственный аграрный университет — образовательное учреждение высшего образования Брянской области. Основной профиль — подготовка специалистов сельскохозяйственных специальностей и научные исследования в различных областях сельского хозяйства. Также осуществляется обучение специалистов по экономическим и общетехническим специальностям.
Официальное наименование:
полное:
- на русском языке — Федеральное государственное бюджетное образовательное учреждение высшего образования «Брянский государственный аграрный университет»
- на английском языке — Federal State Budget Educational Institution of Higher Education «Bryansk State Agrarian University»

сокращенное:
- на русском языке — ФГБОУ ВО Брянский ГАУ
- на английском языке — FSBEI HE Bryansk SAU

## Краткая история
14 апреля 1980 — организован Брянский сельскохозяйственный институт с тремя факультетами: агрономическим и зооинженерным, механизации и экономики сельского хозяйства, среднего сельскохозяйственного образования.
Организовано учебно-опытное хозяйство «Кокино»;
1980 — построен 90-квартирный жилой дом;
1981 — организовано четыре самостоятельных факультета: агрономический, зооинженерный, механизации сельского хозяйства, экономический;
1981 — открыт санаторий-профилакторий;
1982 — построена столовая на 450 мест и жилой дом на 78 квартир;
1983 — организован факультет заочного обучения;
1983 — начата научная работа на опытном поле и построен жилой дом на 89 квартир;
1984 — первый выпуск специалистов с высшим образованием;
1984 — введено в эксплуатацию общежитие № 5 на 535 мест;
1985 — введены в эксплуатацию общежитие № 6 на 535 мест и блок обслуживания;
1986 — построены учебно-производственные мастерские «Модуль»;
1986 — начал работать факультет повышения квалификации;
1987 — построен жилой дом на 80 квартир;
1988 — образован гидромелиоративный факультет на базе присоединённого Брянского филиала Московского гидромелиоративного института;
1989 — завершено формирование учебного автотракторного парка с гаражами, мастерскими, полигоном и автодромом;
1989 — введены в эксплуатацию детский сад-ясли на 280 мест и очистные сооружения на 750 кубических метров в сутки;
1990 — открыта аспирантура;
1992 — институт успешно прошёл государственную аттестацию;
1992 — построен жилой дом на 60 квартир;
1994 — получены лицензии на издательскую и полиграфическую деятельность, открыты издательство и типография;
1994 — введено в эксплуатацию малосемейное общежитие № 7 на 224 места;
1995 — введён в эксплуатацию учебный корпус № 3, в котором размещены факультеты механизации сельского хозяйства и гидромелиоративный;
1995 — гидромелиоративный факультет преобразован в факультет водохозяйственного строительства;
1995 — Брянский сельскохозяйственный институт переименован в Брянскую государственную сельскохозяйственную академию;
1996 — академия успешно прошла Государственную аттестацию и получила государственную аккредитацию;
1997 — факультет механизации сельского хозяйства преобразован в инженерный факультет;
1997 — факультет водохозяйственного строительства преобразован в факультет природообустройства;
1997 — агрономический факультет преобразован в агроэкологический институт;
1998 — утверждён диссертационный совет по защите диссертаций на соискание учёной степени кандидата наук;
1998 — зооинженерный факультет преобразован в факультет ветеринарной медицины и зоотехнии;
1999 — утверждён диссертационный совет по защите диссертаций на соискание учёной степени доктора наук;
1999 — создана учебно-опытная агроэкологическая станция;
1999 — организован филиал академии — Брянский институт повышения квалификации кадров АПК и агробизнеса (пос. Мичуринский);
1999 — создан центр информационных технологий;
1999 — открыты специальности «маркетинг», «менеджмент организации», «коммерция (торговое дело)»;
2000 — получен доступ к глобальной информационной сети Интернет;
2000 — введено в эксплуатацию малосемейное общежитие № 8 на 60 квартир;
2001 — открыта специальность «прикладная информатика (в экономике)»;
2001 — открыта докторантура по специальности 03.00.27 «почвоведение»;
2002 — на инженерном факультете открыта специальность «безопасность технологических процессов и производств в АПК»;
2003 — открыта докторантура по специальности 06.01.09 «растениеводство»;
2003 — факультет природообустройства и инженерный факультет преобразованы в факультет инженеров АПК и природообустройства;
2004 — введена в эксплуатацию агрометеорологическая станция;
2004 — открыты учебно-консультационные пункты в г. Рославль (Смоленская область), Трубчевск, Локоть;
2005 — академия успешно прошла государственную аттестацию и получила государственную аккредитацию на 5 лет;
2006 — Брянская государственная сельскохозяйственная академия отметила свой 25-летний юбилей;
2006 — образован факультет энергетики и природопользования;
2006 — образован инженерно-технологический факультет;
2008 — открыты специальности «технология продуктов общественного питания», «пищевая инженерия малых предприятий»;
2009 — открыт световой фонтан дендрологического парка
2010 — открыты специальности «экономика и бухгалтерский учет», «автоматизация технологических процессов и производств (в сельском хозяйстве)»
За 30 лет своего существования академия произвела 25 выпусков специалистов высшей квалификации; всего их подготовлено более 15 тысяч.
2014 — академия успешно прошла государственную аттестацию;
2014 — Брянская государственная сельскохозяйственная академия переименована в Брянский государственный аграрный университет ;

## Институты и факультеты
- Институт экономики и агробизнеса
- Институт ветеринарной медицины и биотехнологии
- Инженерно-технологический институт
- Институт энергетики и природопользования
- Институт повышения квалификации кадров агробизнеса, международных связей и культуры
- Факультет среднего профессионального образования

## Филиалы
- Брасовский промышленно-экономический техникум
- Мичуринский филиал
- Новозыбковский сельскохозяйственный техникум
- Трубчевский аграрный колледж

## Численность обучающихся[1]
Сейчас в университете высшее образование получают около 5 тыс. студентов, в том числе по очной форме обучения — около 1590 студентов, заочной форме — свыше 3200, очно-заочной 120 обучающихся.
Обучение ведётся по программам бакалавриата, специалитета, магистратуры.

## Руководство БГАУ[2]
- Ректор БГАУ — Сычёв Сергей Михайлович
- Проректор по учебной и воспитательной работе — Малявко Галина Петровна, доктор сельскохозяйственных наук, профессор, Почетный агрохимик России, председатель Брянского отделения Общества почвоведов им. В. В. Докучаева, член Центрального совета Общества почвоведов им. В. В. Докучаева
- Проректор по научной работе — Ториков Владимир Ефимович, доктор сельскохозяйственных наук, профессор, Заслуженный работник сельского хозяйства Российской Федерации
- Советник при ректорате — Нуриев Геннадий Газизович, кандидат сельскохозяйственных наук, профессор, Почетный работник высшего профессионального образования Российской Федерации

## Кадровый состав
Образовательный процесс в БГАУ осуществляется высококвалифицированными специалистами. На 22 кафедрах работают свыше 190 преподавателей, из них 33 доктора наук, профессора и 122 кандидата наук, доцента.